# هاري ويلسون
هاري ويلسون (بالإنجليزية: Harry Wilson)‏ (مواليد 22 مارس 1997 في ريكسهام، ويلز - ) هو لاعب كرة قدم ويلزي يلعب في مركز الجناح مع فولهام الإنجليزي.

## روابط خارجية
- هاري ويلسون على موقع الاتحاد الدولي (مؤرشف)  (الإنجليزية)
- هاري ويلسون على موقع الاتحاد الأوربي (الإنجليزية)
- هاري ويلسون على موقع قاعدة بيانات كرة القدم.إي يو (الإنجليزية)
- هاري ويلسون على موقع ناشيونال فوتبول تيمز (الإنجليزية)
- هاري ويلسون على موقع Soccerbase.com (لاعب) (الإنجليزية)
- هاري ويلسون على موقع Soccerway.com (الإنجليزية)
- هاري ويلسون على موقع عالم كرة القدم.نت (الإنجليزية)
- هاري ويلسون على موقع AS.com (الإسبانية)